# ジ・オールマイティー
ジ・オールマイティー（THE ALMIGHTY）（1988年 - 2001年）は、スコットランドのハードロック/ヘヴィメタルバンド。「Crucify」「Free 'N' Easy」などの楽曲で知られている。

## 概要
1989年、アルバム「Blood, Fire and Love」でデビュー。1996年に解散するが、2000年から2001年、2006年から2009年にかけて活動を再開した。ヴォーカルのリッキー・ウォリックは現在シン・リジィに参加している。

## メンバー
- Vo,G:リッキー・ウォリック Ricky Warwick (1989-2001)
- G:タントラム Tantrum (1989-1991)
- G:ピート・フリーセン Pete Friesen (1991-1996)
- G:ニック・パーソンズ Nick Parsons (2000-2001)
- B:フロイド・ロンドン Floyd London (1989-2000)
- B:ガヴ・グレイ Gav Gray (2001)
- Ds:スタンプ・モンロー Stump Monroe (1989-2001)

## アルバム
- Blood, Fire and Love (1989年)
- Blood, Fire and Live (1990年)
- Soul Destruction (1991年)
- Powertrippin' (1993年)
- Crank (1994年)
- Just Add Life (1996年)
- The Almighty (2000年)
- Psycho-Narco (2001年)
- Wild and Wonderful (2002年)